# Vaake
Vaake ist ein Ortsteil der Gemeinde Reinhardshagen im nordhessischen Landkreis Kassel.

## Geographische Lage
Vaake liegt am linken westlichen Ufer der Weser stromabwärts der Einmündung der Nassen Ahle zu Füßen des Reinhardswaldes. Weseraufwärts befindet sich das Gewerbe- und Wohngebiet Vaake Süd. Die Strommitte der Weser bildet die Landesgrenze nach Niedersachsen und am Waldrand oberhalb von Vaake beginnt der Gutsbezirk Reinhardswald.
Die nächstgelegenen Ortschaften sind, wenige Hundert Meter entfernt, im Nordwesten Veckerhagen (der andere Ortsteil der Gemeinde Reinhardshagen), im Norden am gegenüberliegenden Weserufer Hemeln, etwas weiter entfernt im Osten Bühren und im Süden Hann. Münden; diese drei Orte in Niedersachsen gelegen.

## Geschichte

### Ersterwähnung
Das Kloster Corvey, 816 bei Höxter gegründet, erhielt durch rege Missionstätigkeit seiner Benediktinermönche an der Oberweser erheblichen Landbesitz. In den Corveyer Traditionen, einer Sammlung von Aufzeichnungen Corveyer Mönche über die dem Kloster gemachten Schenkungen von Allodialgut, wird ein Ort Faca oder Fata erwähnt, zuzuordnen dem Zeitraum zwischen 822 und 891. Wurde bis 1970 die Ersterwähnung von Vaake in den Dissertationen von Anna Schroeder-Petersen und Helmut Jäger mit vor 978 angegeben, berechnete der Witzenhäuser Historiker Karl August Eckhardt in seinen Studia Corbeiensia die Ersterwähnung Vaakes auf das Jahr 866.
Mit der Gründung des Reichsklosters Hilwartshausen unweit Vaakes erhielten ab 960 die Nonnen durch Stiftungen und Rodungen ebenfalls umfangreichen Grundbesitz im oberen Wesertal. 1003 ist ein solcher in Vaake nachgewiesen und urkundlich festgehalten. Dieses in lateinischer Sprache verfasste Papier schildert jedoch mehrere zeitlich voneinander unabhängige Vorgänge und verdichtet sie zu einem scheinbar in kurzen Abständen erfolgten Ereignis. Hieraus abgeleitet datierten die Historiker Karl Kroeschell und Hans-Walter Krumwiede die ersterwähnte Schenkung auf 965.
Das Staatsarchiv Marburg gelangte 1978 schließlich zu der Feststellung, dass unter Zugrundelegung der Corveyer Traditionen Vaake bereits früher erwähnt sei. Die Ersterwähnung Vaakes sei zwar in den Corveyer Traditionen nicht genau datiert, das Datum aber von Eckhardt mit ausreichender Genauigkeit auf 866 errechnet worden.

### 13. bis 16. Jahrhundert
Ein erhalten gebliebener urkundlicher Nachweis belegt 1272 die Schreibweise Vkken. Nach wechselvoller Geschichte ging Vaake 1538 in den Besitz der Landgrafschaft Hessen über.
Als Grundherren in Vaake waren 1247 Ludolph von Ukken, 1272 Graf Ludolph von Dassel, 1273 der Erzbischof Werner von Mainz, 1288 Graf Otto von Everstein und 1290 gemeinsam Mainz und Braunschweig eingetragen. Von 1304 bis in die heutige Zeit hat das Kloster Hilwartshausen Besitztitel. Ebenso 1343 Ritter Heinrich von Stockhausen, die Brüder Vecker und der hessische Landgraf Ludwig. Von 1348 bis 1406 erschienen Albrecht und Reynar Feker, Reinhart Vecker, der Herr von Gudenberg, Lambert, Lamprecht, Helmbrad und Albrecht von Stockhausen, die Landgrafen Hermann und Heinrich sowie Dietrich von Hardenberg in den Besitzurkunden.
Im Jahre 1455 brannte die paderbornische Besatzung der Krukenburg unter der Führung der Ritter Georg von Spiegel und Johann von Wintzingerode das Dorf Vaake, das im gemeinsamen Besitz von Braunschweig und Hessen war, nieder.
Im Jahre 1538 tauschten Herzog Erich von Braunschweig-Göttingen und Landgraf Philipp von Hessen ihre gleichen Hälften an den Dörfern Vaake und Hemeln aus. Vaake wurde dadurch ganz hessisch und Hemeln ganz braunschweigisch.

### 17. bis 19. Jahrhundert

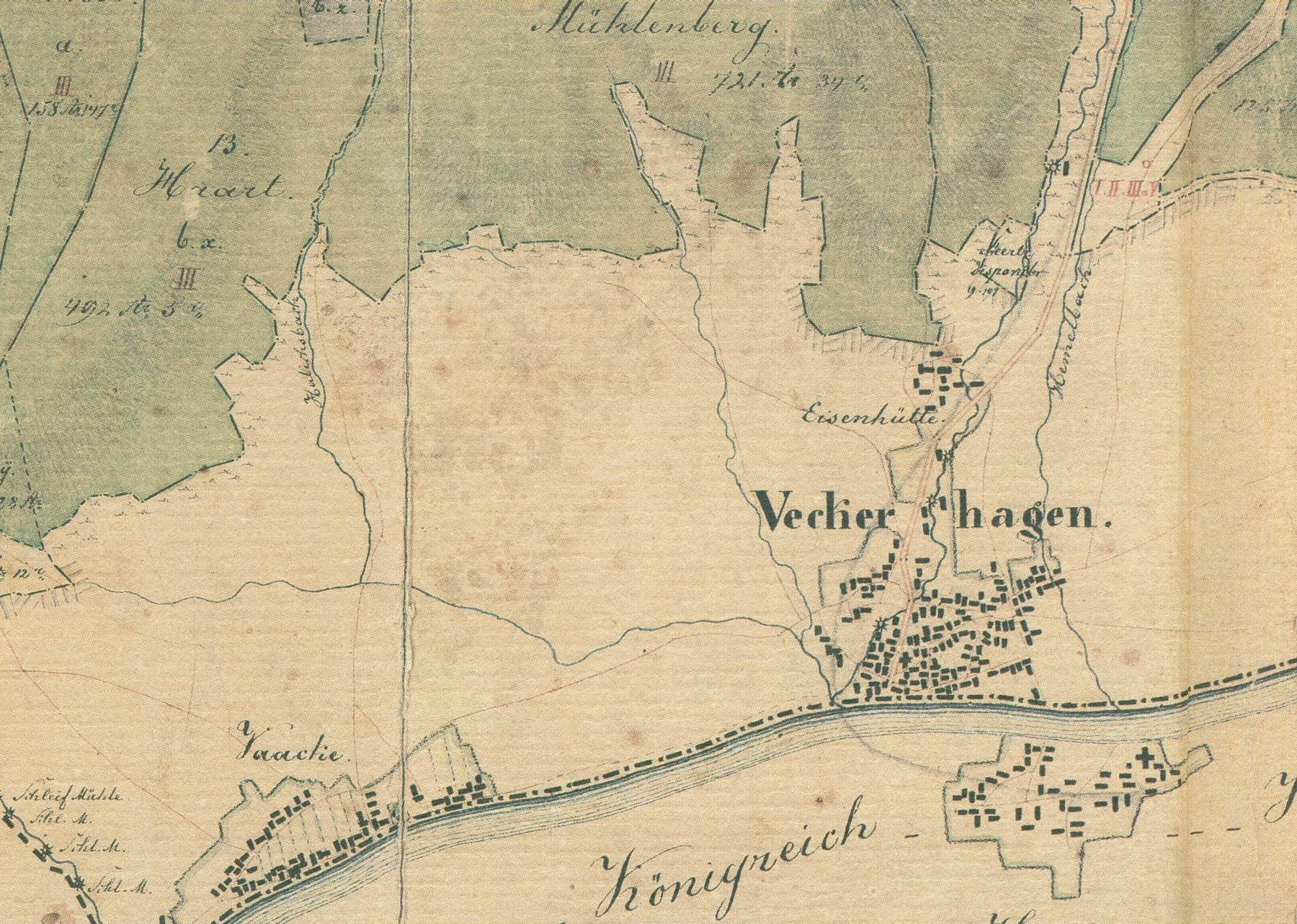
Veckerhagen und Vaake auf einer Karte von 1841

Der Dreißigjährige Krieg (1618 bis 1648) ging auch an Vaake nicht spurlos vorüber. Das Langschiff der Kirche wurde mehrfach beschädigt, sodass verschiedene Instandsetzungsmaßnahmen erfolgen mussten. Die heutige Holzbalkendecke des Kirchenschiffes stammt aus dem Jahr 1659.
Zwischen 1830 und 1870 verließen viele Bewohner Vaake und Veckerhagen und wanderten nach Nordamerika, Chile und Jamaika aus. Waren es anfangs meist alleinstehende Personen, folgten nach den Ernährungskrisen 1845 ganze Familien.
Als Folge des Deutschen Kriegs 1866 wurde das Kurfürstentum Hessen vom Königreich Preußen annektiert und so wurde auch Vaake Teil der Provinz Hessen-Nassau.

### Jüngere Geschichte
Im Ersten Weltkrieg rekrutierte das Deutsche Heer auch Bürger aus Vaake. Am Ende waren 36 Kriegsgefallene zu beklagen. Die Zeit der Weimarer Republik von 1919 bis 1933 verlief ohne nennenswerte Höhepunkte.
Ein großer Teil der männlichen Bevölkerung wurde nach Wiedereinführung der Wehrpflicht zur Wehrmacht eingezogen. Nach der Besetzung Belgiens, Hollands und Nordfrankreichs durch deutsche Truppen 1940 im Zweiten Weltkrieg wurde in Vaake ein Zivilarbeitslager errichtet, in dem bis zu 629 ausländische Arbeiter, vorwiegend Flamen und Wallonen, untergebracht waren, die zum Teil als Umschüler für das Junkers-Zweigwerk in Schönebeck zunächst in den feinmechanischen Werkstätten Göttingens ausgebildet wurden. Nach Zeitzeugen wurden auch in der Veckerhagener Eisenhütte und in der Forst- und Landwirtschaft „Zivilarbeiter“ aus Vaake eingesetzt.
Im Gegensatz zu Veckerhagen war Vaake zum Ende des Zweiten Weltkriegs nicht in Kampfhandlungen verwickelt. Am 6. April 1945 erschienen über Vaake am Waldrand erste amerikanische Spähtrupps und besetzten den Ort. Nach dem Krieg wurde in Vaake ein Denkmal für die 98 Gefallenen und Vermissten des Zweiten Weltkriegs errichtet.
Die ersten Nachkriegsjahre prägte der Zuzug von über 1000 Heimatvertriebenen, die in Veckerhagen und Vaake Unterkunft finden mussten. Nach anfänglichen Einquartierungen begann eine rege Bautätigkeit, getragen von den Gemeindevertretungen und realisiert von drei ortsansässigen Bauunternehmen und Geldinstituten wie Raiffeisenbank und Sparkasse. Der regionale Tourismus und die Wirtschaft entwickelten sich langsam, aber erfolgreich.
Am 6. Juni 1961 wurde das Gebiet um die Tillyschanze mit fast 50 Einwohnern an den Gutsbezirk Reinhardswald abgetreten.
Am 31. Dezember 1970 fusionierten im Zuge der Gebietsreform in Hessen die bis dahin selbständigen Gemeinden Vaake und Veckerhagen auf freiwilliger Basis zur neuen Gemeinde Reinhardshagen. Ortsbezirke nach der Hessischen Gemeindeordnung wurden nicht gebildet.

### Einwohnerentwicklung
Die Entwicklung der Einwohnerzahlen seit 1834 bis zum Ende der Selbstständigkeit der Gemeinde 1970 zeigt folgendes Schaubild:
| Vaake: Einwohnerzahlen von 1834 bis 1970 | Vaake: Einwohnerzahlen von 1834 bis 1970 | Vaake: Einwohnerzahlen von 1834 bis 1970 | Vaake: Einwohnerzahlen von 1834 bis 1970 | Vaake: Einwohnerzahlen von 1834 bis 1970 |
| --- | ---------------------------------------- | ---------------------------------------- | ---------------------------------------- | ---------------------------------------- |
| Jahr |                                          |                                          |                                          | Einwohner                                |
| 1834 | 1834                                     |                                          | 688                                      | 688                                      |
| 1840 | 1840                                     |                                          | 810                                      | 810                                      |
| 1846 | 1846                                     |                                          | 815                                      | 815                                      |
| 1852 | 1852                                     |                                          | 766                                      | 766                                      |
| 1858 | 1858                                     |                                          | 641                                      | 641                                      |
| 1864 | 1864                                     |                                          | 684                                      | 684                                      |
| 1871 | 1871                                     |                                          | 728                                      | 728                                      |
| 1875 | 1875                                     |                                          | 714                                      | 714                                      |
| 1885 | 1885                                     |                                          | 731                                      | 731                                      |
| 1895 | 1895                                     |                                          | 737                                      | 737                                      |
| 1905 | 1905                                     |                                          | 776                                      | 776                                      |
| 1910 | 1910                                     |                                          | 821                                      | 821                                      |
| 1925 | 1925                                     |                                          | 897                                      | 897                                      |
| 1939 | 1939                                     |                                          | 1.037                                    | 1.037                                    |
| 1946 | 1946                                     |                                          | 1.622                                    | 1.622                                    |
| 1950 | 1950                                     |                                          | 1.560                                    | 1.560                                    |
| 1956 | 1956                                     |                                          | 1.401                                    | 1.401                                    |
| 1961 | 1961                                     |                                          | 1.501                                    | 1.501                                    |
| 1967 | 1967                                     |                                          | 1.676                                    | 1.676                                    |
| 1970 | 1970                                     |                                          | 1.651                                    | 1.651                                    |
| Datenquelle: Historisches Gemeindeverzeichnis für Hessen: Die Bevölkerung der Gemeinden 1834 bis 1967. Wiesbaden: Hessisches Statistisches Landesamt, 1968. Weitere Quellen: |                                          |                                          |                                          |                                          |

Deutlich wird die sprunghafte Zunahme der Bevölkerung um rund 600 Einwohner nach Kriegsende 1946, die sich auch als dauerhaft erwies. Ende 2019 lebten in Vaake 1644 Einwohner.

## Politik
Bis zum Zusammenschluss mit Veckerhagen zur Gemeinde Reinhardshagen Ende 1970 wurde die kommunale Selbstverwaltung der Gemeinde Vaake durch die von den Bürgern direkt gewählte Gemeindevertretung einerseits und dem Gemeindevorstand unter dem Vorsitz des Bürgermeisters andererseits wahrgenommen. Nach dem Zusammenschluss wurde für den Ortsteil Vaake davon abgesehen, einen Ortsbezirk mit Ortsbeirat und Ortsvorsteher zu bilden.

### Bürgermeister bis 1970
Von 1923 bis 1937 war August Götte Bürgermeister, die Jahre 1937 bis 1945 sind nicht dokumentiert. Im Jahr 1945 wurde Richard Pelz (SPD) Bürgermeister in Vaake und übte das Amt bis 1957 aus. Anschließend bekleidete Erwin Schuck (SPD) bis zum Zusammenschluss mit Veckerhagen am 31. Dezember 1970 das Amt. 1971 wurde er zum Bürgermeister der neuen Gemeinde Reinhardshagen gewählt.

### Wappen
Das Wappen wurde am 24. März 1969 durch das Hessische Innenministerium genehmigt.
Blasonierung: „In einem von Rot und Silber, Gold und Rot quadrierten Schild ein schräg gelegter, silberner Aalfangkorb.“

### Flagge
„Die Flagge zeigt in einem rot-weiß-rot gestreiften Flaggenfeld das Ortswappen auf der weißen Mittelbahn.“

## Kulturdenkmäler

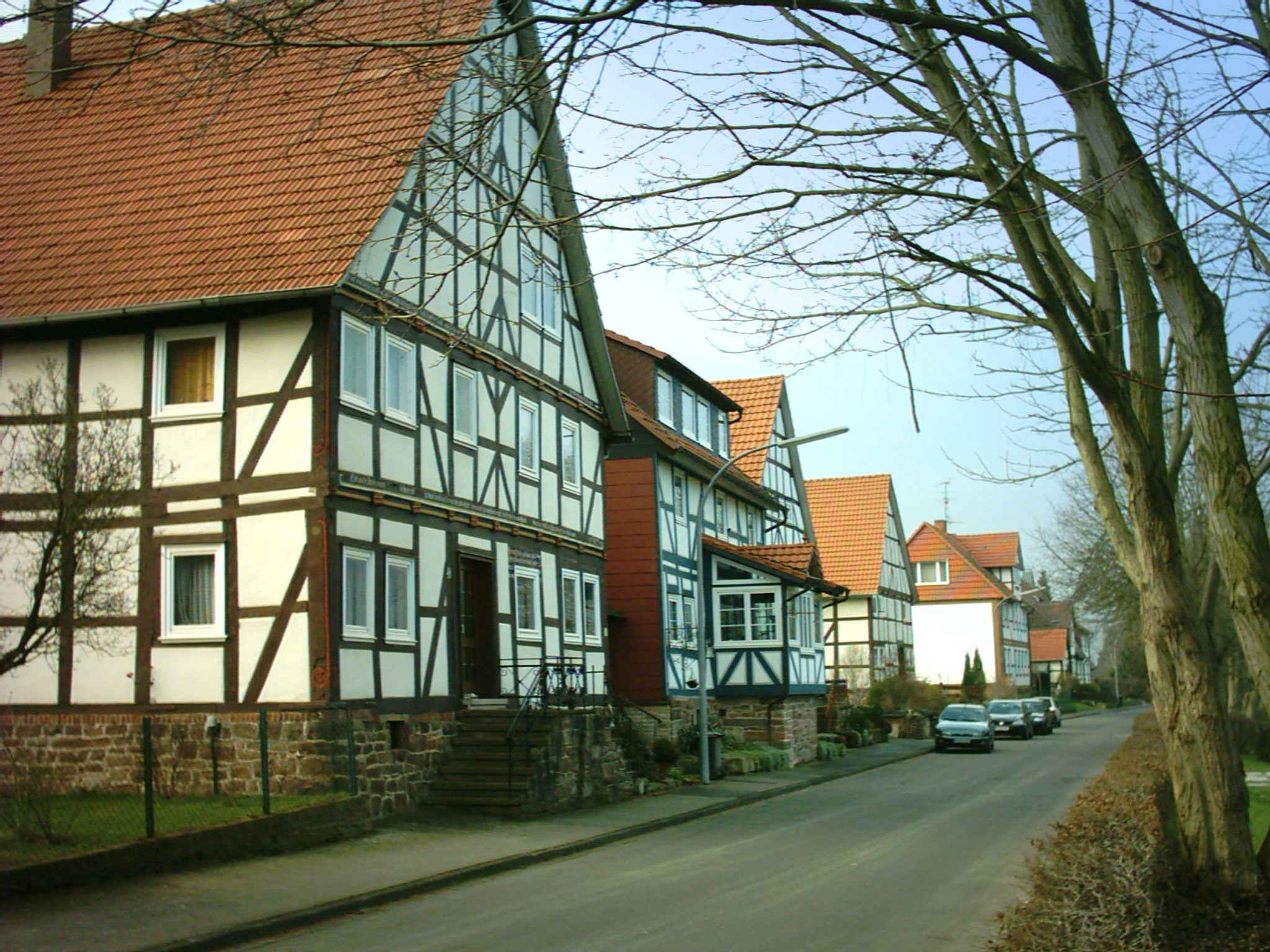
Fachwerkensemble am Weserufer

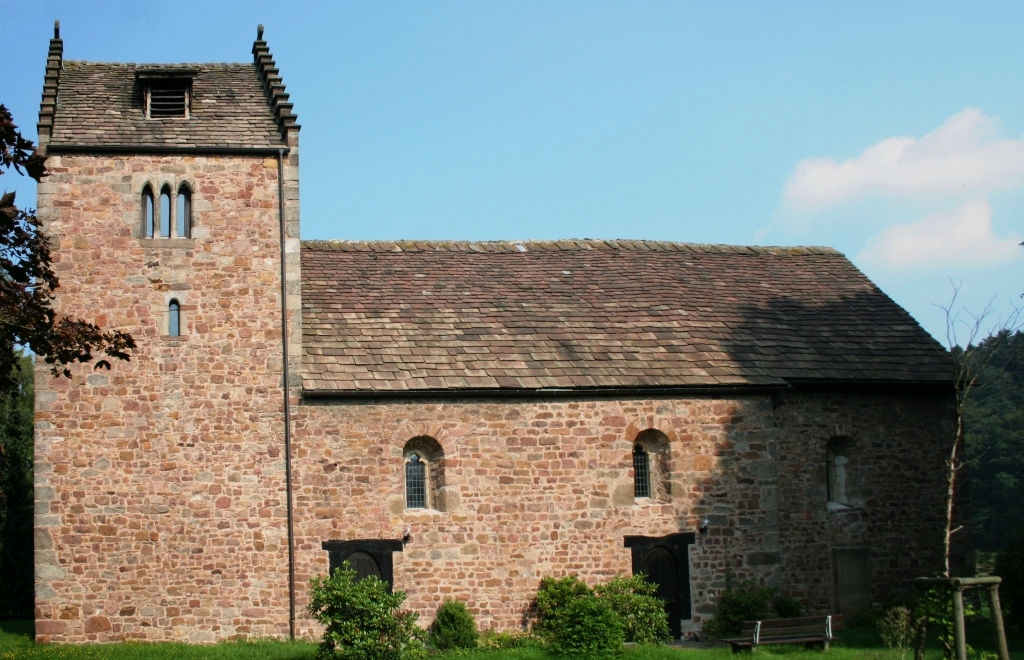
Evangelische Kirche

In Vaake finden sich zahlreiche Fachwerkhäuser verschiedener Epochen, vorwiegend aus dem 17. Jahrhundert. Viele davon sind reich verziert und tragen Sinnsprüche auf dem Rahmholz. Der Bereich der ehemaligen Fischersiedlung, das Vorderdorf am Weserufer und das jüngere Hinterdorf an der Mündener Straße, stehen als Gesamtanlage unter Denkmalschutz. Am Weserufer bilden Fachwerkhäuser mit teils niederdeutschem Einfluss, zum Beispiel der charakteristischen großen Mitteldiele, den Abschluss der 30 Meter breiten Uferpromenade. In dieser Häuserzeile befindet sich, umgeben von einem baumbestandenen Kirchhof, die Evangelische Kirche, eine steinerne Wehrkirche aus dem 13. Jahrhundert. Zu den geschützten Bauwerken zählen namentlich auch die alte Schule, das Pfarrhaus und die ehemalige Baptistenkapelle.

## Verkehr
Die zwischen Hann. Münden und Bad Karlshafen an der Weser entlang führende Bundesstraße 80 ist die Hauptverkehrsstraße durch Vaake. Sie ist im Ortsbereich als Mündener Straße benannt.